# Mykény
Mykény (v mykénské řečtině 𐀘𐀏𐀙𐀂, starořecky Μυκῆναι, Mykē̂nai nebo Mykḗnē) je archeologická lokalita v Řecku, zhruba 90 km jihozápadně od Athén na severovýchodě Peloponésu. Mykény byly ve 2. tisíciletí př. n. l. jedním z hlavních center řecké civilizace a vojenskou pevností, která dominovala velké části jižního Řecka. Období od 16. do 12. století př. n. l. je proto nazýváno obdobím mykénské kultury. Město Mykény bylo centrem první řecké civilizace, která vznikla po mínojské kultuře na Krétě. První archeologické výzkumy začaly v roce 1841 a s přestávkami probíhají do současnosti (2024). V Mykénách působil také proslulý amatérský archeolog Heinrich Schliemann.
Mykéňané (zvaní též Achájové) přišli do Řecka z Balkánu kolem roku 2000 př. n. l. Mykénskou civilizaci tvořily nejprve vesnice na svazích hor, které obývali lidé hovořící starou formou řečtiny. Kolem roku 1650 př. n. l. přerostly mnohé vesnice v opevněná města s bohatými paláci a s luxusním zbožím, které konkurovalo zboží velmi zručných krétských řemeslníků. Mykénskou civilizaci tvořilo asi 20 městských států. V době svého největšího rozkvětu ovládali Mykéňané celý jih Řecka. Na severu sahalo jejich území až do Boiótie a Thesálie, na západě potom až k Jónským ostrovům.

## Vznik Mykén
Podle řeckého bájesloví založil Mykény Perseus a později zde sídlili králové krvavého rodu Pelopovců. Nejznámějším Pelopovcem je král Agamemnón, který byl vrchním velitelem řeckých vojsk v trójské válce.

## Hrad a město

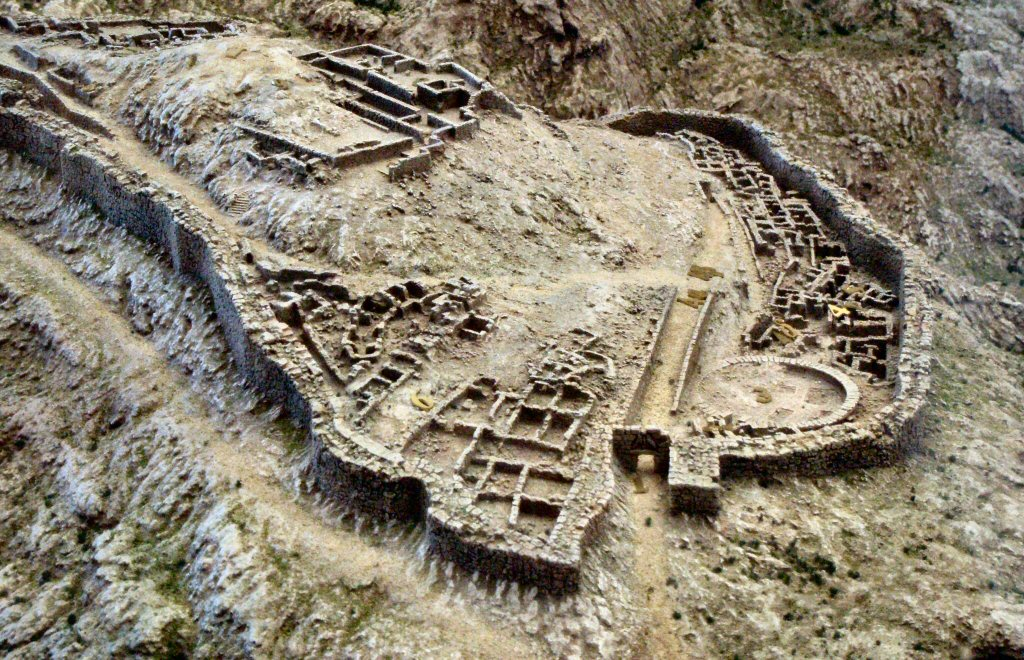
Model Mykén

Mykénská pevnost zaujímala  dominantní strategické postavení na vrcholku kopce, neboť z ní mohlo město ovládat přilehlou nížinu i horské průsmyky až ke Korintu. Mohutné zdivo z nepravidelných vápencových kvádrů o síle až pěti metrů se proslavilo jako „kyklopské", neboť pozdější generace měly za to, že je mohli postavit pouze jednoocí mytičtí obři zvaní Kyklopové. Hlavní vstup do města tvoří Lví brána, která vznikla kolem roku 1260 př. n. l. Nad mohutným portálovým překladem stojí proti sobě dva kamenní lvi. Od brány vede cesta ke královskému paláci. Jeho dva trakty jsou spojeny chodbami, jež sloužily jako zásobárny. Malované podlahy a bohaté fresky na stěnách se podobají těm, které nalezneme v palácích na Krétě. Kolem paláce stojí domy méně významných občanů včetně tříposchoďového domu zvaného Sloupový.
Hrad sám byl různým způsobem přestavován, časem byl do něho zahrnut mladší šachtový okruh a vybudovány mohutné hradby i s proslulou Lví bránou. Dnes máme celou stavbu zachovanou v podobě, kterou dostala kolem poloviny 13. století př. n. l. Pouze na severovýchodě byl po roce 1230 př. n. l. přistavěn z obranných důvodů malý výběžek. A to poté, co byl hrad obležen a zničeny palácové dílny a skladiště v podhradí. Hrad sám podlehl definitivní zkáze kolem roku 1125 př. n. l. K bývalé slávě se už Mykény nikdy nevzpamatovaly, i když zde později vznikala malá sídliště a ve 3. století př. n. l. dokonce malý chrám.
Z Mykén jsou známé také obytné domy a dílny, které vytvářely město. Najdeme zde charakteristické kopulové hroby, náhrobní desky a oltáře. Malířské umění se projevuje ornamenty a stylizacemi, obrazy zvířat i lidí na stěnách i vázách. Obě místa – hrad i město – jsou bohatá na naleziště skvostných pokladů nesmírné umělecké a hmotné ceny doby mykénské. Dnes se těmto památkám můžeme obdivovat ve vstupní síni athénského Národního archeologického muzea.

## Mykénské hrobky
Největším zdrojem poznání vedle vykopávek samotných budov se staly šachtové hroby, které objevil Schliemann. Jsou to pohřebiště vytesaná ve skalách mající tvar pravoúhlých studní o značné hloubce. Kromě toho objevil tento muž a jeho následovníci velké množství zasypaných staveb zarážející velikosti. Už antický autor Pausaniás pokládal tyto stavby nikoli za dílo lidí, ale za opuštěné stavby jednookých obrů Kyklopů. Nelze se mu divit, vždyť stavby se skládaly z mnoha kamenných bloků o velikosti 3 x 1 m.

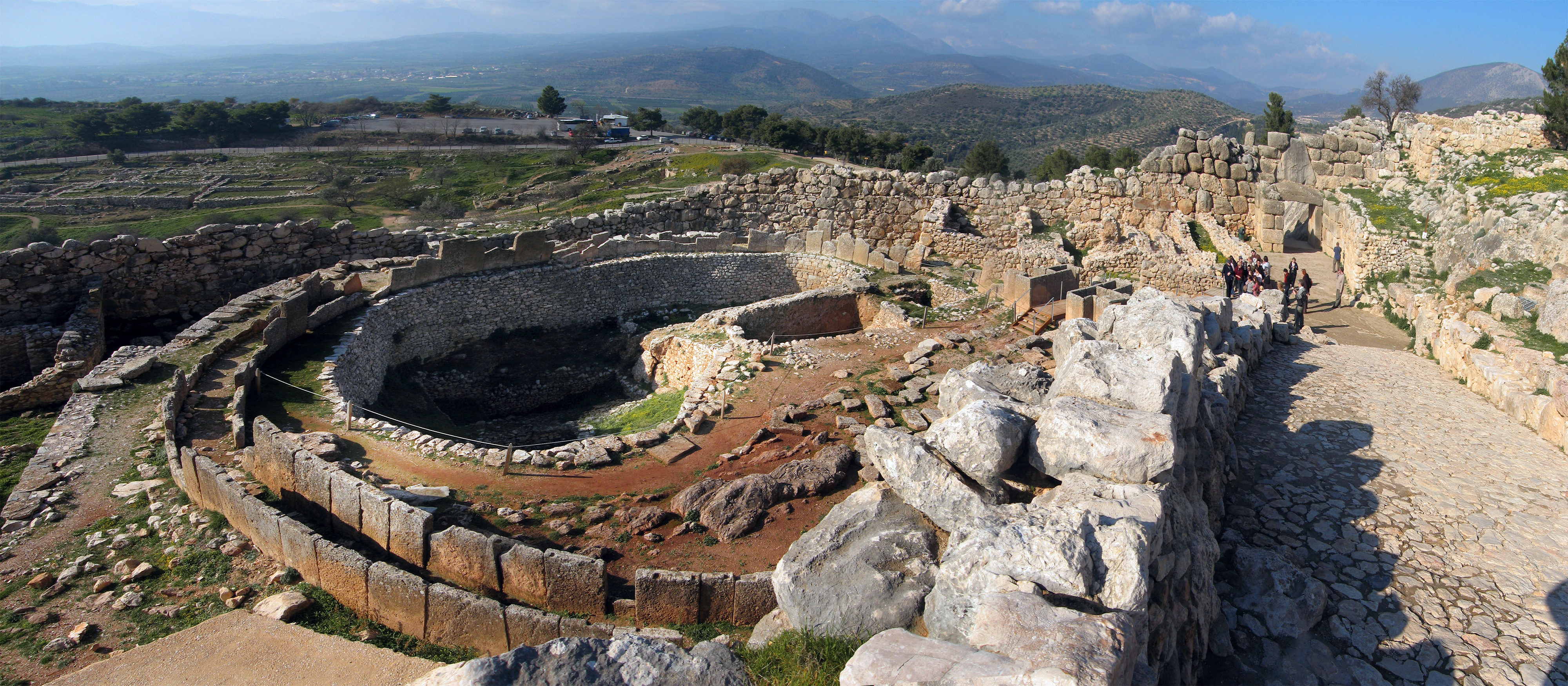
Hrobky – okruh A

Schliemann v Mykénách objevil první ze šachtových hrobů na místě, které je dnes známo jako „okruh hrobů A". Při vykopávkách bylo objeveno devatenáct koster obklopených zlatými šperky, zlatem a stříbrem vykládanými zbraněmi, zlatým brněním i zlatými a stříbrnými poháry. Bohatství těchto hrobek ukazuje, že se jednalo o královskou rodinu nebo aristokracii. Král měl až 400 bronzířů a stovky otroků. A zámožní Mykéňané si velmi vážili zlata, které dováželi z Egypta.

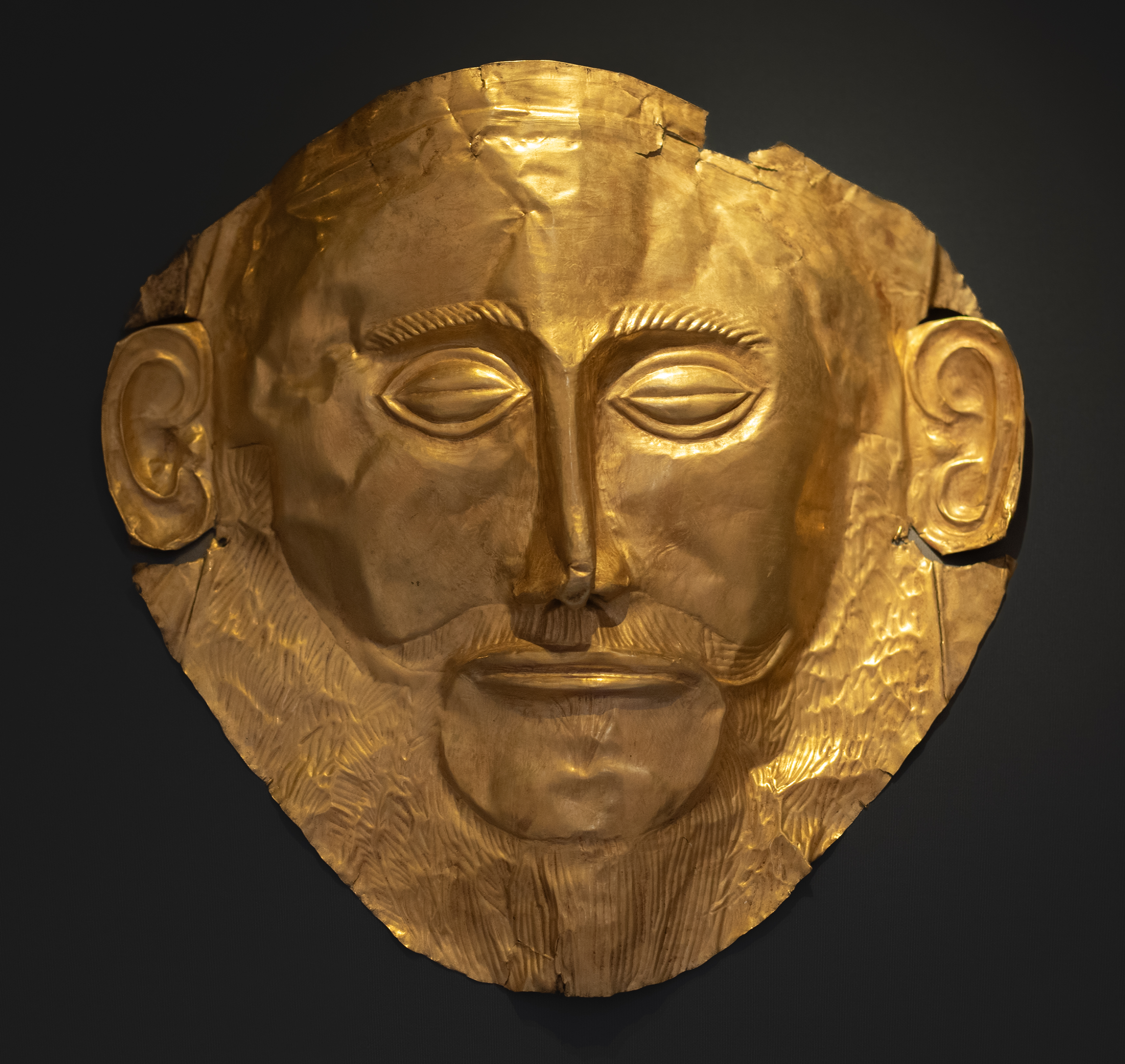
Takzvaná „posmrtná maska Agamemnónova“

Největší nález však na Schliemanna čekal v hrobce číslo pět – nádherná zlatá maska. Označil ji za posmrtnou masku krále Agamemnóna. Podle Homéra byl Agamemnón králem Achaie (současných Mykén) a vůdcem řeckých vojsk při tažení na Tróju.
Poblíž citadely mimo hradu je okruh B – řada hrobů, které pocházejí z pozdější doby než hroby šachtové okruhu A. Každý hrob tvoří až třicet pět kruhových řad obrovských kamenů. Řady se k vrcholu postupně zužují a připomínají tradiční lidové úly. Mykéňané je stavěli obvykle na svahu asi po 200 let, od roku 1400 do roku 1200 př. n. l. Přicházelo se do nich dlouhou chodbou, zakončenou mohutnými dveřmi. Po každém pohřbu byly dveře zazděny a chodba zasypána hlínou.
Nejhonosnějšími hrobkami v Mykénách je takzvaná Átreova pokladnice (Átreus byl Agamemnónovým otcem) a údajná hrobka Agamemnónovy manželky Klytaiméstry. Átreova pokladnice měla téměř 6 m vysoký vchod, otvírající se do komnaty vysoké 13 m a široké 14 m. Kdysi byla obložena bronzovými deskami. V obou hrobkách bývaly pravděpodobně stejně bohaté poklady jako v hrobech šachtových, avšak po mnoho staletí do nich pronikali vykrádači hrobů, takže z Átreovy pokladnice dnes zbývá jen hrubá stavba. 

## Historie

### Doba broznová

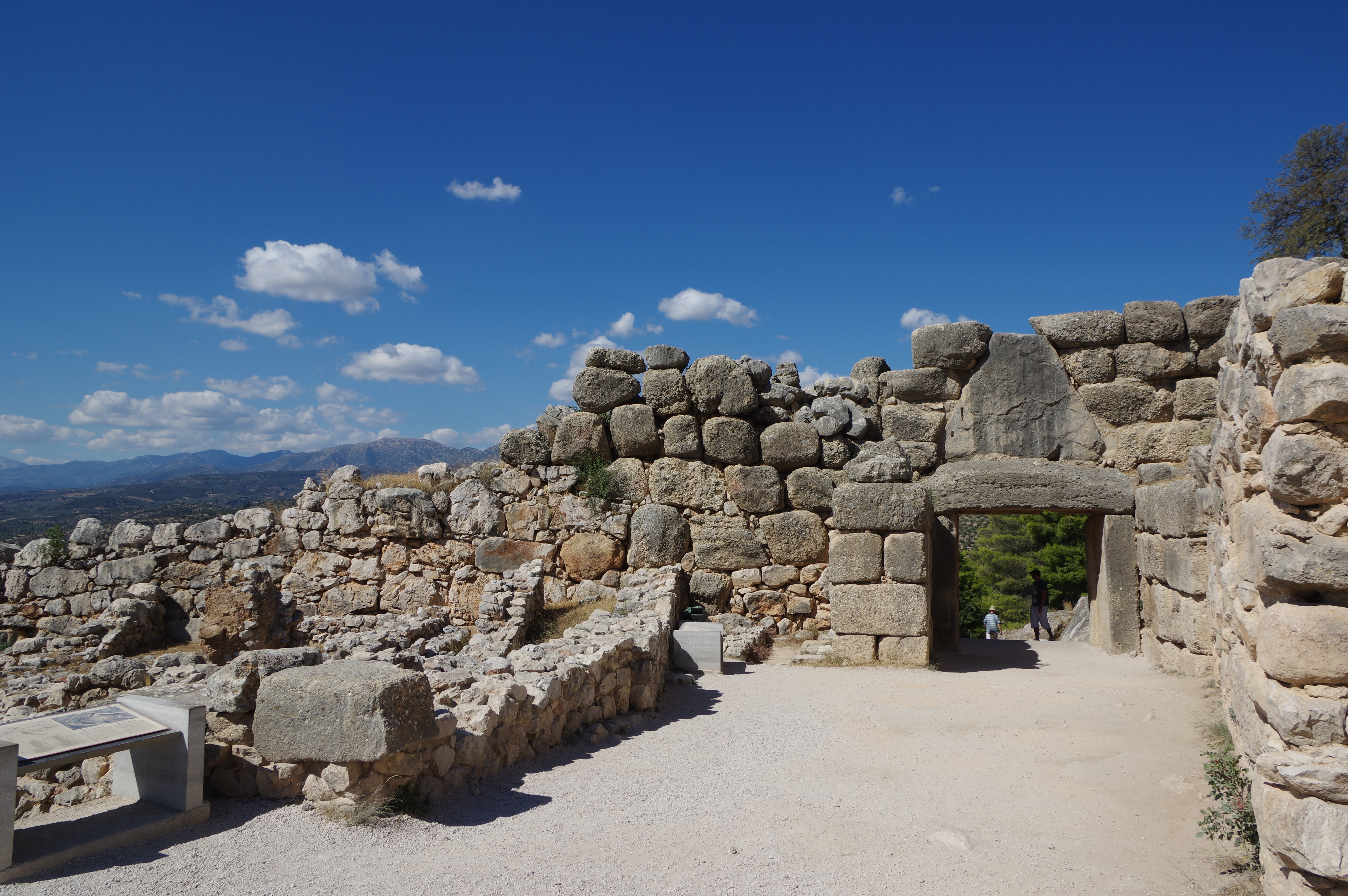
„Kyklopské zdivo“ mykénských ruin

Mykénsko-argonský region je jedním z nejdéle osídlených v Řecku. První nálezy pocházejí z neolitu z doby kolem roku 3000 př. n. l. Řekové (Achájové) nebyli původní obyvatelé Řecka. Přišli sem kolem roku 2000 př. n. l. ze severu, postupně splynuli s původním obyvatelstvem Pelasgů.
Mykénskou společnost tvořili hlavně lovci a válečníci. Nedostatek surovin je nutil k dálkovým obchodům. Vyváželi především umělecké výrobky a olivový olej. Dováželi kovy. Paláce byly správními středisky. Opevnění bylo vybudováno z velkých mohutných kamenných kvádrů „kyklopských“ podle bájného obra s jedním okem.

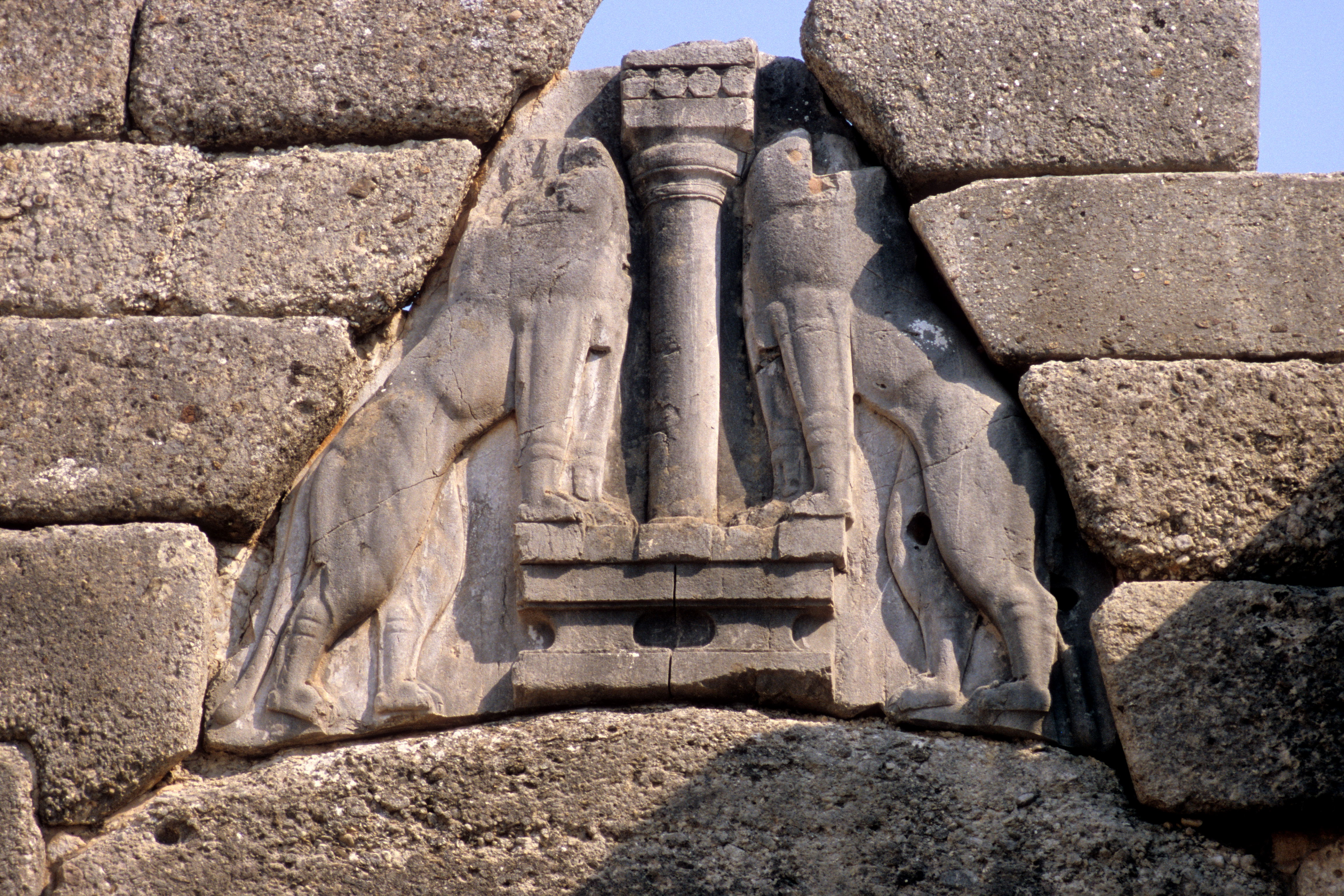
Detail Lví brány v Mykénách

Rozmach mykénské kultury souvisí s městem a hradem Mykény. V té době zde žil jeden z hlavních řeckých kmenů Achájové. Mykénská kultura je pokračováním egejsko-krétské kultury na půdě vlastního Řecka. Vyvrcholení mykénské kultury se klade do doby mezi r. 1400 až 1200 př. n. l. Mytologickou osobou z té doby je Agamemnón, vrchní velitel spojených vojsk řeckých knížat v trójské válce.
Kolem roku 1550 př. n. l. Mykény dobyly Krétu a začaly zakládat kolonie okolo Egejského moře a na ostrovech Rhodos a Kypr. Obchodovali v celém Středomoří, především s Féničany a Egyptem.
Úpadek mykénské kultury a posléze i její zánik začíná kolem roku 1200 př. n. l., kdy Mykény podlehly kočovným nájezdníkům, tzv. mořským národům a dalším řeckým kmenům Dórů.

### Doba archaická, klasická, helénistická a římská
V pozdějších dobách byly Mykény částečně znovuosídleny a přebudovány, ale nikdy už nedosáhly své někdejší velikosti a významu. Z archaické doby pochází chrám zasvěcený Héře vybudovaný na vrcholu mykénské citadely. Malé kontingenty Mykéňanů bojovaly také u Thermopyl a u Platají během řecko-perských válek. Později byly Mykény zpustošeny vojskem Argu a poté už nikdy nebyly obnoveny. V římské době se ruiny Mykén staly turistickou atrakcí. Byly vyhledávány Římany a navštěvovány s pomocí místních pastevců, kteří k nim znali cestu.

## Archeologické vykopávky
Naleziště v Mykénách bylo díky své jedinečnosti v roce 1999 zařazeno na Seznam světového kulturního dědictví UNESCO.

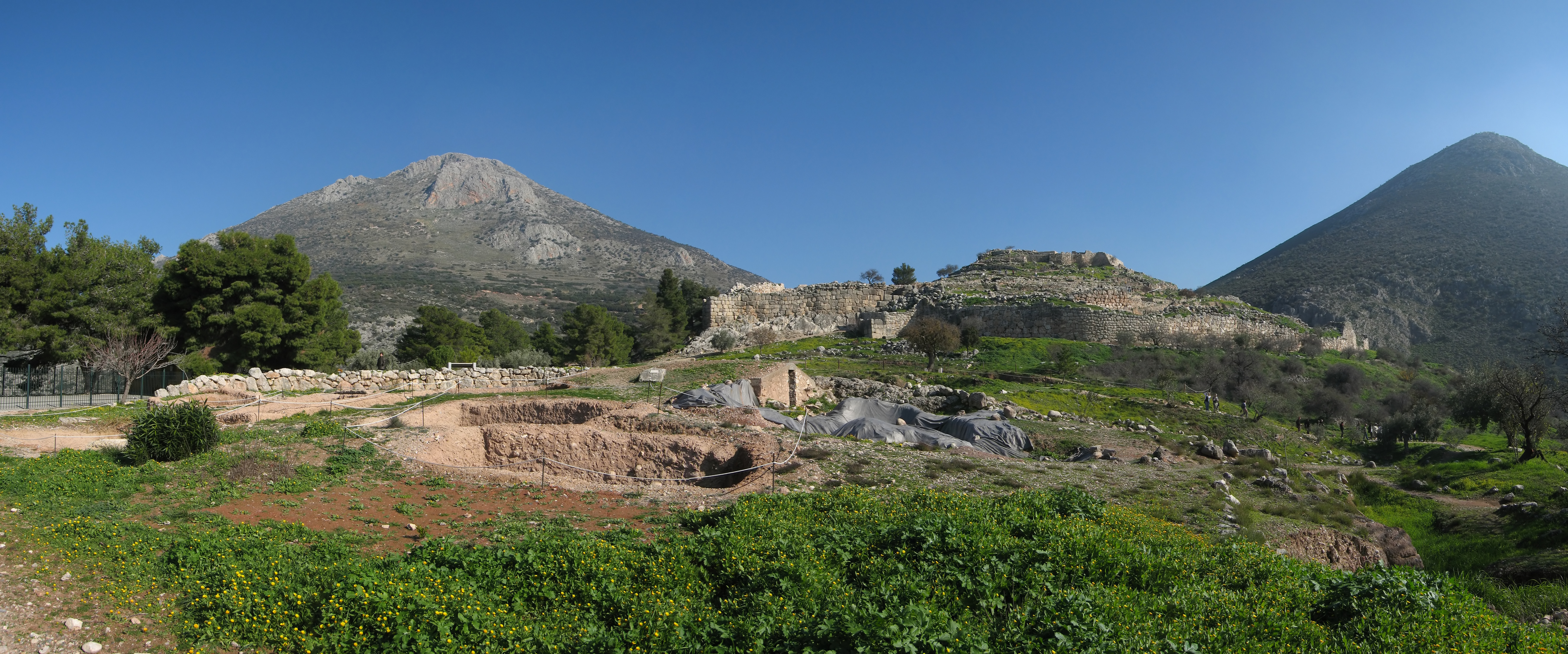
Archeologické naleziště Mykény

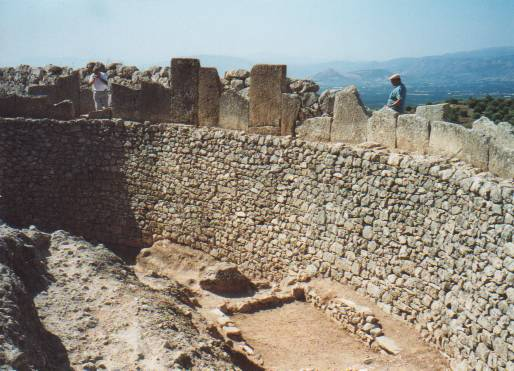
Mykénské hrobky

Do rozsáhlého areálu archeologických vykopávek se vstupuje z parkoviště pod hradem. Podél staršího hrobového okruhu vpravo se stoupá ke Lví bráně vysoké přes 3 metry. Nahoře na bráně na vápencové desce se nachází reliéf dvou lvic vztyčených na zadních nohách. Další hrobový okruh se 6 šachtovými hroby o hloubce téměř 10 m je napravo za branou. Cesta stoupá po kamenné rampě a zbytcích velkolepého schodiště, které vedlo do vladařova paláce na akropoli. Zde je nádvoří s trůním sálem na západní straně a s vlastním obytným palácem zdobeným vstupním sloupořadím. Na východě je hlavní síň – megaron. Nedaleko jsou i zbytky Athénina chrámu ze 3. století př. n. l. Zajímavý je též dodatečně přistavěný výběžek opevnění z konce 13. století př. n. l., který chrání podzemní pramen. Ten tryská přímo ze skály a lze k němu sestoupit po 90 schodech. Z výběžku opevnění se lze dostat některou z bran až na vrchol hory sv. Eliáše (Agios Ilias), odkud je rozsáhlý pohled nejen na Mykény, ale na celou argolskou kotlinu až k arkadským horám uvnitř Peloponésu.
Mimo areál hradu leží ještě 9 kupolových hrobů (tholů), polorozbořená hrobka Aigisthova z první poloviny 15. století př. n. l., zrekonstruovaná hrobka Klytaiméstřina z doby okolo 1300 př. n. l. a poškozená Lví hrobka. Další hroby se nacházejí v okolním zvlněném terénu.